# 節皇后
節皇后不知何氏（？—？），金安帝完顏跋海妻。
節皇后事跡不詳，只知她生五子：兒子金獻祖綏可、信德、謝庫德、謝夷保及謝里忽。天會十五年（1137年），金熙宗追上諡號為節皇后。

## 延伸阅读
[在维基数据编辑]
 《金史·卷63》，出自脱脱《遼史》